# Stegocixius loohites
Stegocixius loohites är en insektsart som beskrevs av Kramer 1983. Stegocixius loohites ingår i släktet Stegocixius och familjen kilstritar. Inga underarter finns listade i Catalogue of Life.